# 터터성

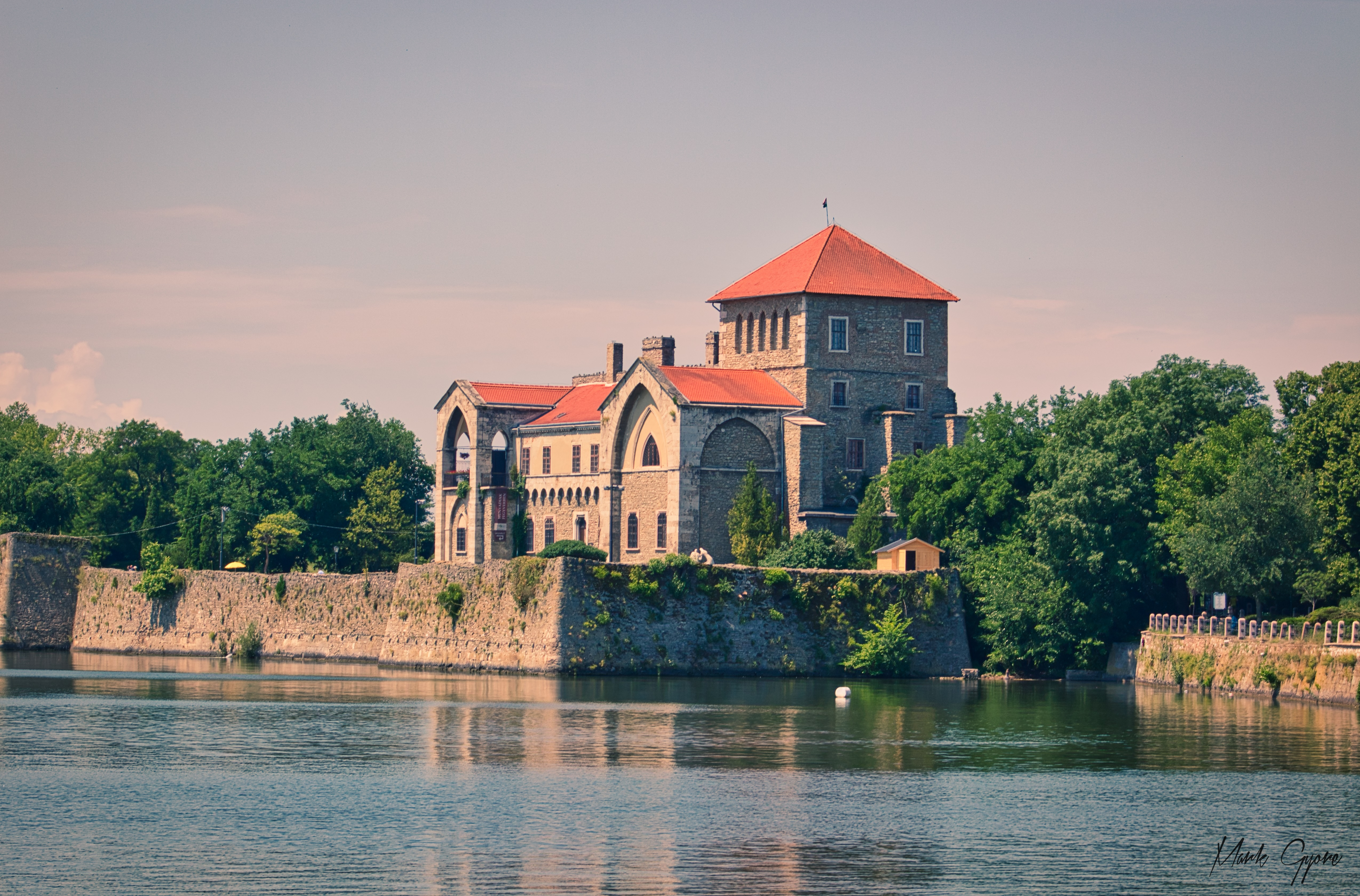
에스테르곰 대성당

터터성(헝가리어: Tatai vár)은 헝가리 코마롬에스테르곰주 터터에 있는 성이다. 14세기 중반에 오레그호 북쪽 끝에 지어졌다. 이 성은 지기스문트 (1433년~1437년 재위)와 후녀디 마차시 (1458년~1490년 재위)의 통치 시대에 왕의 여름 휴양지이자 왕의 거주지로 번영했다. 이 성은 합스부르크에 의해 불태워졌지만 나중에 재건 및 개조되었다. 이 성의 벽은 이곳에 살았던 에스테르하지 가문의 낭만적인 양식의 흔적을 반영하고 있다.